# 東新地區
東新地（芬蘭語：Itä-Uusimaa），是芬蘭已废置的行政区，南臨芬蘭灣。1997年從原新地省分出。面積5,499平方公里（2010年，包括淡水及海面面积），2010年人口93,966人。區府波爾沃。
下分十個市镇。2011年1月1日併入新地區。